# Mulsum
Mulsum község Németországban, Alsó-Szászországban, a Cuxhaveni járásban. Lakosainak száma 542 fő (2023. december 31.).